# Émile Peltier
Émile Claude Peltier (17 septembre 1870-17 février 1909) est un prêtre catholique et pionnier français de l’espéranto.

## Biographie
Émile Peltier nait le 17 septembre 1870 à Villandry, d’Auguste Peltier, forgeron, et d’Ernestine Anne Gachereau, mercière.
En 1884, il se rend au séminaire catholique de Tours. En 1894, il est ordonné prêtre. Il s’occupera successivement des paroisses de Sennevières, de Cheillé et enfin de Sainte-Radegonde.
À partir de 1904, il enseigne l’anglais et l’allemand en séminaires et à l’école Grégoire-le-Grand de Tours.
En 1902, il traduit en français l’étude économique anglaise Unto This Last de John Ruskin.
Durant les dernières années de sa vie, son estomac le fait souffrir. Il va plusieurs fois à Lourdes pour guérir.
Il décède le 17 février 1909 à l’âge de 38 ans, dans la maison Saint-Frai pour les pèlerins malades de Lourdes. Il est enterré au cimetière de l'Égalité à Lourdes.

### Activité espérantiste
En 1901, il apprend l’espéranto. Il est référencé par Louis-Lazare Zamenhof, dans son Adresaro de la Esperantistoj (eo), sous le numéro 6521.
En 1902, il propose de fonder, avec H. Aroux, une organisation catholique pour l’espéranto. Ils reçoivent l’autorisation de l’archevêque de Tours René François Renou.
À partir de 1903, il fonde la revue "Espéro Katolika", première revue en espéranto.
En 1905, il lance de nouvelles idées : << Que tous les catholiques, protestants, hébraïques et russes orthodoxes, s'unissent par l'espéranto pour œuvrer ensemble à la fraternité universelle >>
Le 27 juin 1906, il est autorisé par le pape Pie X à prêcher en espéranto.

## Hommage
La rue de Villandry où il est né, au numéro 6, a été renommée en son honneur rue Émile Peltier.

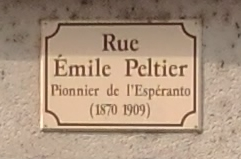
Plaque de rue à Villandry

## Œuvres

### Originales
- Emile Peltier, Vie de saint Ignace de Loyola (biographie), Tours, alfred Mame et fils, 1896, 143 p. (ISBN 978-2013732185, lire en ligne)
- Emile Peltier, L'apôtre de la tempérance : ou Vie du P. Théobald Mathieu, des Frères mineurs capucins de la province d'Irlande (monographie imprimée), Paris, 1902, 273 p. (ISBN 978-2012833029, lire en ligne)

### Traductions
- John Ruskin (trad. de l'anglais par Emile Peltier), Unto This Last [« Unto This Last »] [« Il n’y a de richesse que la vie »] (Essais), Paris, Gabriel Beauchesne et Cie éditeurs, 1902 (lire en ligne)
- Henry Edward Manning (trad. Emile Peltier), Les raisons de ma croyance [« Les raisons de ma croyance »], 1902, 61 p.
- (it) Henry Edward Manning (trad. Emile Peltier), Le ragioni della mia fede [« Le ragioni della mia fede »], Rome, 1906, 64 p.